# Стів Ролстон
Стів Ролстон (англ. Steve Ralston, нар. 14 червня 1974, Оуквілл, Міссурі) — колишній американський футболіст, який виступав на позиції півзахисника. Ролстон був лідером MLS по гольовим передачам (135). На момент його відходу зі спорту Ролстон був рекордсменом MLS за кількістю ігор (378), ігор у стартовому складі (372) та хвилинам, проведеним на полі (33143). Йому також належить рекорд США за кількістю професійних ігор (412).
По завершенні ігрової кар'єри — футбольний тренер. В даний час — помічник головного тренера «Сан-Хосе Ерсквейкс».

## Кар'єра гравця

### Клубна кар'єра
Ролстон був узятий 18-м за рахунком у колледжном драфті MLS 1996 року, його першим клубом став «Тампа-Бей М'ютені», куди він перейшов з Флоридського міжнародного університету, Ролстон став першим гравцем MLS, який отримав нагороду Новачок Року. Ролстон грав за «М'ютені» протягом шести років, залишивши команду тільки після того як вона була розформована у 2002 році. Він є лідером «Тампа-Бей» за кількістю ігор (177).
2002 року Стів приєднався до «Нью-Інгленд Революшн». У свій перший рік з «Революшн» Ролстон лідирував у лізі за передачами (19). За тринадцять років у лізі він забив 76 голів і віддав 135 передач в 378 матчах регулярного сезону, плюс три голи і п'ять результативних передач в 30 матчах плей-оф. Він протягом декількох сезонів з «Революшн» був капітаном команди.
Незабаром після відходу з «Нью-Інгленд» Ролстон став першим підписанням нового клубу Другого дивізіону USSF, «АК Сент-Луїс». Ролстон був одним з ключових півзахисників команди та помічником головного тренера Клода Анелька.
Після того, як у «Сент-Луїса» почалися фінансові труднощі, Ролстон покинув команду за обопільною згодою і відразу ж приєднався до свого колишнього клубу «Нью-Інгленд Революшн».
У першому ж матчі Ролстона за «Нью-Інгленд Революшн» після повернення він переніс вивих ліктя. У липні 2010 року він оголосив про свій відхід зі спорту.

### Кар'єра в збірній
Ролстон зіграв за збірну Сполучених Штатів 36 матчів протягом 11 років і забив 4 голи. Його дебют відбувся 17 січня 1997 року в матчі проти Перу. З командою він двічі вигравав Золотий кубок КОНКАКАФ, проте він так жодного разу не потрапив у заявку на чемпіонат світу.
У Ролстона була перерва в іграх за збірну США у 2005 році, на той момент у нього в активі було 15 матчів. Він забив переможний гол у відбірковому матчі чемпіонату світу проти Мексики 3 вересня 2005 року. Перемога для Сполучених Штатів означала вихід на чемпіонат світу по футболу 2006 року. Незважаючи на успішні виступи за збірну у 2005 році, він був включений лише як альтернатива для збірної США на чемпіонат світу.

## Тренерська кар'єра
Після підписання контракту з «Сент-Луїсом» він був призначений новим помічником тренера клубу. У липні 2010 року Ролстон став помічником тренера «Х'юстон Динамо», свого колишнього товариша по «Тампа-Бей М'ютені» Домініка Кінніра.
6 січня 2015 року Ролстон перейшов разом з Кінниром в «Сан-Хосе Эртквейкс».

## Досягнення
США
- Володар Золотого кубка КОНКАКАФ: 2005, 2007
- Бронзовий призер Золотого кубка КОНКАКАФ: 2003

 «Тампа-Бей М'ютені»
- MLS Supporters' Shield: 1996

 «Нью-Інгленд Революшн»
- Володар Відкритого кубка США: 2007
- Переможець Північноамериканської суперліги: 2008

### Індивідуальні
- Новачок року в MLS: 1996
- Премія Fair Play в MLS: (3) 1999, 2000, 2009
- У символічній збірній сезону MLS (2) 1999, 2000

## Особисте життя
Ролстон одружений з Рейчел, пара має двох дочок і одного сина.